# 3313 Mendel
3313 Mendel је астероид главног астероидног појаса чија средња удаљеност од Сунца износи 2,653 астрономских јединица (АЈ).
Апсолутна магнитуда астероида је 12,3.